# Rick Master
Rick Master (Ric Hochet) ist eine zwischen 1955 und 2010 erschienene frankobelgische Comicserie von André-Paul Duchâteau und Tibet. Nach dem Tod Tibets im Jahr 2010 entschloss sich der französische Herausgeber Le Lombard, die Serie ab 2015 unter dem Titel „Die neuen Fälle von Rick Master“ mit dem Künstlerduo Simon Van Liemt (Zeichnungen) und Zidrou (Szenario) fortzusetzen.

## Inhalt

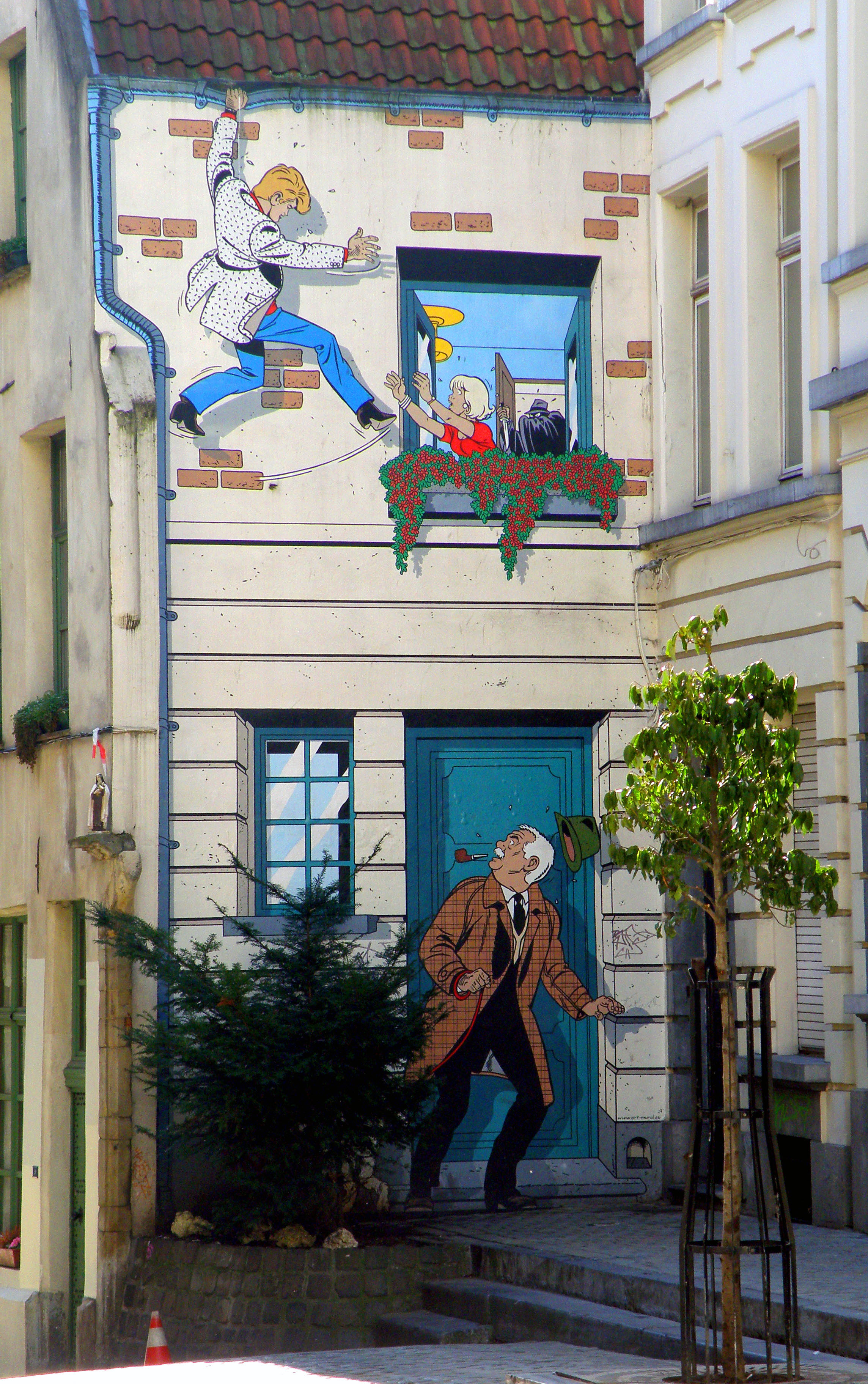
Wandgemälde in der Rue des Bons Secours in Brüssel

Rick Master ist Amateurdetektiv und Journalist bei der Pariser Tageszeitung La Rafale. Durch seine Arbeit und durch seine Freundschaft mit Kommissar Bourdon wird er immer wieder in rätselhafte Kriminalfälle verwickelt, in denen teilweise Elemente des Übersinnlichen (Werwölfe, Vampire, Rückkehr von den Toten) eine Rolle spielen. Mysteriöse Vorgänge finden jedoch stets eine natürliche Erklärung.
Rick Masters Markenzeichen sind seine Kleidung: Trenchcoat, Rollkragenpullover (anfangs gelb, dann blau, schließlich rot), blaue Hose und schwarz-weiß gemustertes Sakko. Zudem fährt er immer einen gelben (nur in Band 6 einen roten) Sportwagen: In den ersten zwei Bänden einen MG A Roadster (1955), später Porsche 356 Cabriolet (1955), Volvo P1800 (1961), Porsche 911 Targa (1965), Porsche 911 Coupé (1970), Porsche 911 Targa (1975), Porsche 911 Turbo (1974), Porsche 911 Turbo (1993) und Porsche 911 Carrera (2004). In Band 18 gibt es eine Rückblende in das Jahr 1938. Richard, der Vater von Rick Master und ebenfalls Detektiv, sieht ihm nicht nur verblüffend ähnlich, sondern trägt dort auch die identische Kleidung und fährt einen roten MG-TA Roadster.
Weitere Figuren, die in den Bänden häufig auftauchen, sind Bourdons Nichte und Rick Masters Freundin Nadine, Bourdons Assistent Inspektor Ledru, Rick Masters Kollege Bob Drumont und der eigenwillige Professor Hermelin. Ein häufig auftretender Gegenspieler ist der Henker.
Obwohl Rick Master und die anderen Figuren nicht erkennbar altern, hat sich die Serie in 40 Jahren immer dem aktuellen Zeitgeschehen angepasst und dazu gehören beispielsweise auch die häufigen Fahrzeugwechsel. Begründet werden diese meist dadurch, dass der Wagen am Ende des vorherigen Bandes bei einer Verfolgungsjagd im Graben geendet oder von einer Klippe gestürzt ist.

## Veröffentlichungen
Im französischsprachigen Original erschien Ric Hochet ursprünglich in Tintin. In Deutschland kam die Serie von 1967 bis 1971 im Magazin MV-Comix des Ehapa-Verlags (als Ric, der Meisterdetektiv bzw. Ric Vitess) und von 1972 bis 1979 bei Koralle in Zack und dessen Ablegern zum Abdruck, von 1978 bis 1981 auch als eigenständige Albenserie (das erste Koralle-Album von Rick Master erschien noch in der Reihe Zack Album (dort als Band 17) und wurde nachträglich als Band 1 der Serie gezählt). Nachdem Koralle seine Comic-Aktivitäten einstellte, erschien die Serie zunächst bei Bastei in Form von Alben und Taschenbüchern unter dem Titel „Rick“, wobei der Untertitel „Rick Hochet gegen die Unterwelt“ auf den Originaltitel zurückgriff (bei Bastei erschienen zudem zwei illustrierte Prosa-Romane, diese dann aber unter dem Koralle-Titel Rick Master). Die erste chronologische deutsche Ausgabe startete dann 1987 im Carlsen Verlag. Sie lief dort bis 1994 (Band 25) als Softcover und wurde vom Verlag Kult Editionen in Hardcover ab 1997 mit Band 26 fortgeführt, wobei Band 25 dort später auch noch mal neu herausgegeben wurde. Diese Ausgabe lief bis 2012. Somit lagen sämtliche Ric Hochet-Alben einmal komplett auf Deutsch vor, bis auf das letzte (Band 78), das aufgrund des plötzlichen Todes von Zeichner Tibet unvollendet geblieben war. Dieses wurde erstmals in der Gesamtausgabe publiziert.
„Die neuen Fälle von Rick Master“ erscheinen seit 2017 beim Splitter-Verlag (inkl. Neuausgabe von Band 1), nachdem sie im Magazin Zack vorabgedruckt wurden.

## Trivia
Im französischen Original stellt der Name von Ric ein Wortspiel dar. Lautlich referenziert sein voller Name auf „Ricochet“, also dem auf dem Verb ricocher (= abprallen) basierenden Terminus „Abpraller“, einem sehr dynamischen Vorgang.

## Albenausgaben

### Tibet & Duchâteau (1955–2010)
Titelangaben gemäß der Splitter-Gesamtausgabe; die Jahreszahlen beziehen sich auf die französische Originalveröffentlichung in Fortsetzungen im Tintin Magazin, die Albenausgaben erschienen meist im Folgejahr, ab 1994 auch direkt als Album; Alben mit mehr als einer Geschichte sind mit einem Stern gekennzeichnet.
Vor den ersten längeren Geschichten sind in Tintin von 1955 bis 1960 bereits 5 Kurzgeschichten mit je 4 Seiten erschienen. Die Alben 1–6 haben einen Umfang von je 60 Seiten, ab Album 7 jeweils 44 Seiten.
1. Das Chamäleon; Entführt* (1961–62) je 30 Seiten
2. Die geheimnisvolle Insel* (1962)
3. Gefährliche Herausforderung (1963–64)
4. Im Schatten des Chamäleons (1964–65)
5. Ein teuflisches Netz (1965–66)
6. Entführung auf der France (1966)
7. Das Geheimnis der Maske (1967)
8. Im Bann der Schlange (1967–68)
9. Der geheimnisvolle Doppelgänger(1968)
10. Die fünf Geister  (1968)
11. Der Verräter (1969)
12. Die Schrecken der Nacht (1969)
13. Die Schergen des Satans (1970)
14. Die Falle des Henkers (1970)
15. Bei Vollmond Mord (1971)
16. Ein Star wird entführt (1972)
17. Totgesagte leben länger (1972–73)
18. Mord an der Todesklippe (1973)
19. Im Zeichen der Angst (1973)
20. Der Pechvogel (1974)
21. Das teuflische Trio (1973–74) 3 zusammenhängende TB Kurzgeschichten, neu montiert für das Albenformat
22. Angriff der Außerirdischen (1974–75)
23. Die Linie des Todes (1975)
24. Eine heiße Spur (1975–76)
25. Attentat im Zirkus (1976)
26. Verfolgung durch die Jahrhunderte(1977)
27. Hals in der Schlinge (1977)
28. Halali für Rick Master (1978)
29. Der Milliardendeal (1978)
30. Der Geist des Alchimisten (1979)
31. K.O. in 9 Runden* (8 TB Kurzgeschichten, neu montiert für das Albenformat [ursprünglich erschienen 1970-77] als Album 1980)
32. Das Todesgericht (1980)
33. Skandal um Rick Master (1980)
34. Die Nacht der Vampire (1980–81)
35. Der schwarze Tod (1981)
36. Der Blutpfeil (1982)
37. Im Bann des Voodoo(1982)
38. Im Angesicht des Verbrechens* (5 Kurzgeschichten [ursprünglich erschienen 1969-78] als Album 1984)
39. Vermisst in der Hölle (1983)
40. Der tödliche Doppelgänger (1984)
41. Das Haus der Rache (1984)
42. Die Todesliste (1985)
43. Die Boten des Todes (1986)
44. Rick Master gegen Sherlock Holmes(1986–87)
45. Die Attilaverschwörung (1987)
46. Die Zeugen des Teufels (1988)
47. Diabolische Zwillinge (1989)
48. Agathas Geheimnis (1989)
49. Der Vollstrecker aus dem Jenseits (1990–91)
50. Verbrechen im Jahr 2000 (1991)
51. Das Tier der Apokalypse (1992)
52. Der Meister der Illusion (1992–93)
53. Ein improvisierter Mord (1994)
54. Die tödliche Maske (1994)
55. Wer hat Angst vor Hitchcock? (1995)
56. Eine Million steuerfrei (1996)
57. Die Stunde des Kidnappers (1996)
58. Rick macht das Spiel* (12 Kurzgeschichten [ursprünglich erschienen 1955-85] als Album 1997)
59. Die Hand des Todes (1998)
60. Verbrechen im Internet (1998)
61. Das Galgenmännchen (1999)
62. Comicmorde (2000)
63. Hexen leben gefährlich (2000)
64. Der Vertrag des Jahrhunderts (2001)
65. Panik im Netz (2002)
66. Penthouse Story (2002)
67. Die Nummer des Teufels (2003)
68. Gesammelte Verbrechen (2004)
69. Der Eismensch (2004)
70. Der lautlose Tod (2005)
71. Die letzte Herrscherin (2006)
72. Der Schatz von Marolles (2006)
73. Bühne frei für den Tod (2007)
74. Tödliches Puzzle (2008)
75. Der Houdini-Code (2008)
76. Das letzte Duell (2009)
77. Kreuzmordrätsel (2010)
78. Die Jagd nach dem goldenen Greif (2010; unvollendet – auf Deutsch nur in der Gesamtausgabe enthalten)

### Van Liemt & Zidrou (ab 2015)
1. R.i.p., Rick!, 2015 (R.I.P., Ric !, 2015) ISBN 978-3943960518
2. Morde im französischen Garten, 2017 (Meurtres dans un jardin français, 2016) ISBN 978-3958394872
3. Der perfekte Mord, 2019 (Comment réussir un assassinat, 2018) ISBN 978-3958394889
4. Gefallen für Frankreich, 2020 (Tombé pour la France, 2020) ISBN 978-3958394896
5. Kommissar Griot, 2022 (Commissaire Griot, 2021) ISBN 978-3958394902
6. Die Todeswette, 2023 (Le Tiercé de la mort, 2022) ISBN 978-3958393615
7. Sonne, Strand und Schwerverbrechen, 2024 (Crimes-sur-mer, 2024) ISBN 978-3958393578

## Gesamtausgabe
Von 2004 bis 2012 erschien in Frankreich Ric Hochet l'Intégrale, eine Sammlung sämtlicher 78 Alben in insgesamt 20 Bänden. Eine an diese Edition angelehnte, 25-bändige Gesamtausgabe auf Deutsch hat von August 2017 bis Oktober 2021 der Splitter-Verlag vorgelegt. Diese Veröffentlichung begann mit Band 11, da bei Kult Editionen in den Jahren 2012–2015 bereits eine 10-bändige (nicht abgeschlossene) Ausgabe in Sammelbänden erschienen war. Auch die Bände 1–10 wurden seither neu aufgelegt, allerdings in veränderter Zusammenstellung, da der größere Teil der 33 Kurzgeschichten – ursprünglich vor allem in den Einzelalben 31, 38 und 58 gebündelt – nun chronologisch in die Gesamtausgabe eingereiht worden sind. Eine Ausnahme sind die 3 Kurzgeschichten in Album 21, da diese eine zusammenhängende Geschichte erzählen, und auch von Beginn an für eine Albumveröffentlichung vorgesehen waren, und als solche auch zeitnah (und chronologisch weitgehend korrekt) als Album herauskamen.
- Band 1 (Alben 1–3), 2017, ISBN 978-3958395770
- Band 2 (Alben 4–6), 2018, ISBN 978-3958395787
- Band 3 (Alben 7–9), 2018, ISBN 978-3958395794
- Band 4 (Alben 10–12), 2018, ISBN 978-3958395800
- Band 5 (Alben 13–15), 2019, ISBN 978-3958395817
- Band 6 (Alben 16–18), 2019, ISBN 978-3958395824
- Band 7 (Alben 19–21), 2019, ISBN 978-3958395831
- Band 8 (Alben 22–24), 2020, ISBN 978-3958395848
- Band 9 (Alben 25–27), 2020, ISBN 978-3958395855
- Band 10 (Alben 28–30, 38), 2020, ISBN 978-3958395862
- Band 11 (Alben 32–34), 2017, ISBN 978-3958395886
- Band 12 (Alben 35–37), 2018, ISBN 978-3958395893
- Band 13 (Alben 39–41), 2018, ISBN 978-3958395909
- Band 14 (Alben 42–44), 2018, ISBN 978-3958395916
- Band 15 (Alben 45–47), 2019, ISBN 978-3958395923
- Band 16 (Alben 48–50), 2019, ISBN 978-3958395930
- Band 17 (Alben 51–53), 2019, ISBN 978-3958395947
- Band 18 (Alben 54–56), 2020, ISBN 978-3958395954
- Band 19 (Alben 57, 59, 60), 2020, ISBN 978-3958395961
- Band 20 (Alben 61–63), 2020, ISBN 978-3958395978
- Band 21 (Alben 64–66), 2021, ISBN 978-3967920048
- Band 22 (Alben 67–69), 2021, ISBN 978-3967920055
- Band 23 (Alben 70–72), 2021, ISBN 978-3967920062
- Band 24 (Alben 73–75), 2021, ISBN 978-3967920079
- Band 25 (Alben 76–78), 2021, ISBN 978-3967920086